# Liste der Stolpersteine in Berlin-Friedrichsfelde
Die Liste der Stolpersteine in Berlin-Friedrichsfelde umfasst die Stolpersteine im Berliner Ortsteil Friedrichsfelde im Bezirk Lichtenberg. Sie erinnern an das Schicksal der Menschen, die im Nationalsozialismus ermordet, deportiert, vertrieben oder in den Suizid getrieben wurden. Die Spalten der Tabelle sind selbsterklärend. Die Tabelle führt zwei Stolpersteine auf und ist teilweise sortierbar; die Grundsortierung erfolgt alphabetisch nach dem Familiennamen.
| Bild | Name             | Standort               |                     | Verlegedatum | Leben |
| ---- | ---------------- | ---------------------- | ------------------- | ------------ | --- |
|      | Max Cohn         | Archenholdstraße 39    | 52.505976 13.502788 | 7. Mai 2004  | Max Cohn wurde am 23. März 1882 in Alt-Karbe geboren. Am 19. Januar 1942 wurde der Kaufmann mit dem 9. Transport nach Riga deportiert, dort ist er verschollen. Der Stolperstein für Max Cohn wurde am Wochenende 24./25. März 2012 mit Teer beschmiert. |
|      | Helene Unterlauf | Alt-Friedrichsfelde 95 | 52.51018 13.5163    | 7. Mai 2004  | Helene Unterlauf wurde am 19. Januar 1904 in Budapest als Helene Adler geboren, sie war gelernte Schneiderin. Am 18. Mai 1925 hatte sie in Berlin-Lichtenberg den nichtjüdischen Kaufmann Hermann Julius Kurt Unterlauf (geboren am 11. Januar 1899) geheiratet, die Tochter Marianne Lotte Helene wurde am 10. April 1926 in Berlin-Neukölln geboren. Ihre Ehe zerbrach und wurde am 10. Juli 1933 rechtskräftig geschieden. Zusammen mit ihrer Tochter soll sie sich im Keller des Hauses Alt-Friedrichsfelde 95 versteckt gehalten haben, beide wurden durch die ebenfalls im Haus lebende Familie Halke versorgt. Es gelang ihnen allerdings nur vier Wochen unentdeckt zu bleiben, dann wurden sie von der Gestapo verhaftet. Während Marianne durch ihre Einstufung als „Mischling“ nach Hause zurückkehren konnte, wurde Helene wegen der nicht mehr bestehenden Mischehe am 19. April 1944 mit dem 104. Alterstransport nach Theresienstadt deportiert. Sie überlebte die Zeit im Konzentrationslager und nach Kriegsende hatte sie in Berlin-Lichtenberg am 3. Oktober 1946 erneut geheiratet, den Kaufmann Werner Schendel. Am 9. November 1948 wurde Helene tot in ihrer Wohnung in der Eichenstraße 17 in Berlin-Niederschönhausen aufgefunden, Todesursache war Selbstmord durch Schlafmittelvergiftung. Laut der Sterbeurkunde arbeitete sie als Krankenpflegerin. Ihre Tochter Marianne (verheiratete Fritz) wurde am 11. Oktober 1954 tot in ihrer Wohnung in der Treskowallee 161 in Berlin-Friedrichsfelde aufgefunden, Todesursache war Selbstmord durch Gasvergiftung. |